# I'm a Rainbow
| Recensione | Giudizio |
| ---------- | -------- |
| AllMusic   |          |

I'm a Rainbow è il nono album in studio della cantautrice statunitense Donna Summer, pubblicato su CD il 20 agosto 1996 dall'etichetta Mercury.

## Tracce
1. I Believe (In You) (duetto con Joe Esposito) – 4:31 (Harold Faltermeyer, Keith Forsey)
2. True Love Survives – 3:38 (Pete Bellotte, Donna Summer)
3. You to Me – 4:40 (Pete Bellotte, Sylvester Levay)
4. Sweet Emotion – 3:45 (Pete Bellotte, Sylvester Levay)
5. Leave Me Alone – 4:06 (Harold Faltermeyer, Keith Forsey)
6. Melanie – 3:40 (Giorgio Moroder, Donna Summer)
7. Back Where You Belong – 3:53 (Harold Faltermeyer, Keith Forsey)
8. People Talk – 4:16 (Giorgio Moroder, Donna Summer)
9. To Turn the Stone – 4:21 (Pete Bellotte, Giorgio Moroder)
10. Brooklyn – 4:36 (Pete Bellotte, Sylvester Levay, Donna Summer)
11. I'm a Rainbow – 4:07 (Bruce Sudano)
12. Walk On (Keep on Movin') – 3:51 (Pete Bellotte, Giorgio Moroder)
13. Don't Cry for Me Argentina – 4:29 (Tim Rice, Andrew Lloyd Webber)
14. A Runner with the Pack – 4:08 (Pete Bellotte)
15. Highway Runner – 3:29 (Giorgio Moroder, Donna Summer)
16. Romeo – 3:19 (Pete Bellotte, Sylvester Levay)
17. End of the Week – 3:39 (Pete Bellotte, Sylvester Levay)
18. I Need Time – 4:24 (Pete Bellotte, Giorgio Moroder, Donna Summer)